# Черняев, Александр Сергеевич
Александр Сергеевич Черняев (род. 26 августа 1969, Архангельск) — российский шахматист, гроссмейстер (2004), тренер и журналист.
В 1992—1997 годах был секундантом Алексея Широва. С 1998 по 2012 год помогал Анатолию Карпову.
В сентябре 2016 года получил звание старшего тренера ФИДЕ.

## Спортивные достижения
| Год  | Город     | Турнир                | + | − | = | Результат | Место |
| ---- | --------- | --------------------- | - | - | - | --------- | ----- |
| 1999 | Москва    | 52-й чемпионат России | 0 | 1 | 1 | из        |       |
| 2002 | Краснодар | 55-й чемпионат России | 2 | 3 | 4 | 4 из 9    | 32—44 |

В 1992 году стал третьим призером в составе команды ЦСКА на первом командном чемпионате России.
В 1995 году разделил 2-4 места на мемориале М.И.Чигорина в Санкт - Петербурге.
В 1997 году выиграл турнир "группа - с" в Нидерландах (Wijk aan Zee).
В 1999 году занял второе место в чемпионате Москвы. 
В 2001 году разделил 1-6 места на открытом первенстве Швейцарии (Scuol). 
Второй призер Рождественского открытого турнира в Гастингсе (Англия --- 2002/2003).
Пятикратный чемпион Великобритании ( 2003/04,2006/07,2007/08,2011/12,2012/13) в командном зачете (клуб - Guildford). 
Девятикратный победитель (в период с 1996 по 2007) летнего открытого турнира в Женеве (Saint - Jean Open).
В 2008 году разделил 2-3 места на январском открытом турнире в Женеве (третье место по коэффициенту)
В 2009 году стал вторым на мемориале Говарда Стаунтона в Лондоне.  Вслед за Я.Тимманом, но впереди В. Корчного, который был третьим призером.
Разделил 1-4 места в летнем открытом турнире во Франции (Канны) в 2013 году (первое место по коэффициенту).
В 2015 году стал победителем чемпионата России по блицу в составе команды Университет - Белореченск (в качестве запасного и капитана команды).
В 2018 году разделил 1-6 места на открытом турнире в Норвегии (Осло).
Разделил 1-6 места на международном турнире в Гастингсе (Англия --- 2018/2019).
В июле 2019 года выиграл открытый чемпионат Канады в городе Реджайна (Regina)..
В июне 2013 года участвовал в чемпионате мира по быстрым шахматам и блицу в Ханты-Мансийске.

## Изменения рейтинга
| Графики недоступны из-за технических проблем. См. информацию на Фабрикаторе и на mediawiki.org. |

## Книги
- David Janowski: Artist of the Chess Board (Harding Simpole, 2005)
- Harry Nelson Pillsbury: A Genius Ahead of His Time (Books from Europe, 2006)
- The Samisch King's Indian Uncovered (Everyman Chess, 2007)
- The New Old Indian (Everyman Chess, 2011)
- Уроки Пильсбери. Гений, опередивший своё время; РИПОЛ Классик, 160 с., 2011, ISBN 978-5-386-02752-0